# (34841) 2001 SE268
(34841) 2001 SE268 est un astéroïde de la ceinture principale découvert en 2001.

## Description
(34841) 2001 SE268 a été découvert le 25 septembre 2001 à l'observatoire Desert Eagle, un observatoire astronomique amateur privé, situé près de Benson, en Arizona aux États-Unis, par William Kwong Yu Yeung.

### Caractéristiques orbitales
L'orbite de cet astéroïde est caractérisée par un demi-grand axe de 2,44 ua, un périhélie de 2,30 ua, une excentricité de 0,06 et une inclinaison de 7,33° par rapport à l'écliptique. Du fait de ces caractéristiques, à savoir un demi-grand axe compris entre 2 et 3,2 ua et un périhélie supérieur à 1,666 ua, il est classé, selon la JPL Small-Body Database, comme objet de la ceinture principale.

### Caractéristiques physiques
(34841) 2001 SE268 a une magnitude absolue (H) de 15,5 et un albédo estimé à 0,230.